# Медаль Пам'яті 13 січня
Меда́ль Па́м'яті 13 сі́чня (лит. Sausio 13-osios atminimo medalis) — державна нагорода Литовської Республіки.

## Положення про нагороду
|  | 40 стаття. Нагородження медаллю Пам'яті 13 січня Медаль Пам'яті 13 січня призначена для вшанування громадян Литви та іноземних держав, які відзначилися захищаючи свободу і незалежність Литви в січні — вересні 1991 року. 41 стаття. Медаль Пам'яті 13 січня Медаль Пам'яті 13 січня складає: 1) медаль — срібна, 38 мм в діаметрі. На лицьовій стороні медалі — зображення пораненого героя, що спирається на ангела; в правій руці героя — щит зі стовпами Гедиміновичів. Вгорі — напис «13 СІЧНЯ» (лит. SAUSIO 13), внизу — «1991». На зворотній стороні — напис «ЛИТВА» (лит. LIETUVA), на якому — меншими буквами напис «БУЛИ, Є І БУДЕМО» (лит. BUVOM, ESAME IR BŪSIM). Вгорі — Погоня, внизу — дубова гілочка; 2) стрічка — жовтого муару, 32 мм завширшки, з чорною і червоною смужками по краях і двома зеленими — в середині. |

| Лицьова сторона | Зворотна сторона |
| --------------- | ---------------- |
|                 |                  |
|                 |                  |

## Нагородження медаллю
База даних осіб, нагороджених медаллю Пам'яті 13 січня доступна на сторінці Президента Литовської Республіки.